# باهروال کلان
باهروال کلان (به انگلیسی: Baherwal Kalan) یک روستا در پاکستان است که در پنجاب واقع شده‌است.